# Kristian Østervold
Kristian Østervold (16 de janeiro de 1885 — 29 de julho de 1960) foi um velejador norueguês, campeão olímpico. Ele competiu nos Jogos Olímpicos de Verão de 1920 na classe 12 Metre e conquistou a medalha de ouro na disputa realizada segundo as regras de 1907 a bordo do Atlanta com Henrik Østervold, Halvor Birkeland, Rasmus Birkeland, Lauritz Christiansen, Hans Næss, Halvor Møgster, Jan Østervold e Ole Østervold.